# ويليام هيلي
ويليام هيلي (بالإنجليزية: William Healy)‏ هو عالم جريمة أمريكي، ولد في 20 يناير 1869 في باكينغهامشير في المملكة المتحدة، وتوفي في 15 مارس 1963 في كليرواتر في الولايات المتحدة.